# ربکا روت
ربکا روت (به انگلیسی: Rebecca Root)(زاده ۱۰ مهٔ ۱۹۶۹) بازیگر و استندآپ کمدین انگلیسی است.
او یک زن ترنس است.